# Золота Липа (село)
Золота Ли́па — село в Україні, у Тлумацькій міській громаді Івано-Франківського району Івано-Франківської області.

## Історія
Поселення Золота Липа I пізнього палеоліту знаходиться на західній окраїні села в урочищі Кар'єр.
17 жовтня 1954 року облвиконком рішенням № 744 передав хутір Золота Липа з Петрилівської сільської ради до Дібровської сільської ради.
Наприкінці 2011 року в селі на річці Золота Липа введено в експлуатацію малу гідроелектростанцію потужністю 320 кВт, яка вироблятиме близько 2,8 мільйона кВт·год. електроенергії на рік..
12 червня 2020 року, відповідно до Розпорядження Кабінету Міністрів України  № 714-р «Про визначення адміністративних центрів та затвердження територій територіальних громад Івано-Франківської області», увійшло до складу Тлумацької міської громади.
17 липня 2020 року, в результаті адміністративно-територіальної реформи та ліквідації Тлумацького району, село увійшло до складу новоутвореного Івано-Франківського району.